# Gare de Battersea Park
La gare de Battersea Park (en anglais : Balham railway station, est une gare ferroviaire de la ligne Brighton main line (en), en zone 2 Travelcard. Elle  est située sur la Battersea Park Road  à Battersea dans le borough londonien de Wandsworth sur le territoire du Grand Londres. Elle est classée Grade II listed building.